# Niall Farrell (Pokerspieler)
Niall Farrell (* 6. Oktober 1987 in Dumfries) ist ein professioneller britischer Pokerspieler aus Schottland. Er gewann ein Bracelet bei der World Series of Poker, das Main Event der World Poker Tour sowie das Main Event der European Poker Tour und ist damit einer von neun Pokerspielern, die die sogenannte Triple Crown vollendet haben.

## Persönliches
Farrell machte einen Abschluss in Jura. Er lebt in Glasgow.

## Pokerkarriere
Farrell spielt seit Juni 2008 online unter den Nicknames firaldo87 (PokerStars, Full Tilt Poker sowie partypoker), youngSAVAGE (partypoker), firaldo87fr (PokerStars.FR), firaldo87bbp (TitanPoker) und Wug_Brain (888poker). Seine Onlinepoker-Turniergewinne belaufen sich auf knapp 4 Millionen US-Dollar.
Seine erste Geldplatzierung bei einem Live-Turnier erzielte Farrell im August 2010 in Edinburgh. Im Juni 2011 war er erstmals bei der World Series of Poker (WSOP) im Rio All-Suite Hotel and Casino am Las Vegas Strip erfolgreich und kam bei zwei Turnieren in der Variante No Limit Hold’em ins Geld. Bei der WSOP 2012 erreichte er fünfmal die Geldränge, u. a. belegte er den 150. Platz im Main Event. Im Juni 2013 verpasste Farrell nur knapp den Gewinn eines WSOP-Bracelets und landete bei einem Turnier in No Limit Hold’em auf dem zweiten Platz für ein Preisgeld von über 350.000 US-Dollar. Ende Oktober 2015 gewann er das Main Event der European Poker Tour (EPT) auf Malta mit einer Siegprämie von knapp 550.000 Euro. Bei der WSOP 2016 kam Farrell insgesamt sechsmal ins Geld. Dabei belegte er den zweiten Platz bei einem Shootout-Event für rund 160.000 US-Dollar und wurde beim High Roller for One Drop Achter für knapp 500.000 US-Dollar Preisgeld. Mitte November 2016 gewann Farrell das Main Event der World Poker Tour (WPT) in Punta Cana mit einer Siegprämie von 335.000 US-Dollar. Bei der World Series of Poker Europe (WSOPE) im King’s Resort in Rozvadov gewann er Anfang November 2017 das zweitägige High-Roller-Event. Dafür erhielt er knapp 750.000 Euro Siegprämie sowie als erster Schotte ein Bracelet. Mit seinem Sieg avancierte Farrell zum achten Spieler, der sich Turniertitel bei allen drei großen Turnierserien WSOP, WPT und EPT sicherte. Diese Leistung wird als Triple Crown bezeichnet und wurde mittlerweile von neun Pokerspielern erreicht. Wenige Tage später erreichte er auch beim Main Event der WSOPE den Finaltisch und sicherte sich für seinen fünften Platz weitere 240.000 Euro Preisgeld. Mitte November 2018 belegte Farrell beim Millions World der partypoker Caribbean Poker Party in Nassau auf den Bahamas den achten Platz und erhielt 300.000 US-Dollar.
Insgesamt hat sich Farrell mit Poker bei Live-Turnieren mehr als 6,5 Millionen US-Dollar erspielt und ist damit der erfolgreichste schottische Pokerspieler.